# Милдред Пиърс
„Милдред Пиърс“ (на английски: Mildred Pierce) е роман на американския писател Джеймс Кейн. Романът е публикуван през 1941 г. от американското издателство „Alfred A. Knopf“. Романът става основа за едноименния филм от 1945 г., с режисьор Майкъл Къртис с участието на Джоан Крофорд. През 2011 г. е заснет и телевизионен сериал с Кейт Уинслет в главната роля.

## Сюжет
Внимание:  Текстът по-долу разкрива сюжета на произведението (или части от него)!
Действието се развива в Глендейл, Калифорния, в края на 20-те и началото на 30-те години на 20 век. Семейство Пиърс преживява трудни моменти – бизнесът на Бърт Пиърс фалира, акциите му на борсата се сриват, а самият Бърт все още има големи планове за бъдещето и малко желание да си намери работа. Милдред и Бърт се отчуждават и се разделят. Но Милдред трябва да се грижи за двете им деца – дъщерите Веда и Мойра, и да плаща ипотеката на къщата. Тя започва работа като сервитьорка. С цената на много труд и усилия открива собствен ресторант, после втори, трети … Бизнесът ѝ процъфтява. В същото време в личен план тя не е щастлива. Малката ѝ дъщеря Мойра се разболява и умира. Мъжете в живота и не отговарят на очакванията ѝ. А най-важният човек за нея – първородната и дъщеря Веда, непрекъснато я унижава.

## Филмови адаптации
- 1945: Милдред Пиърс - игрален филм; режисьор: Майкъл Къртис, сценарий: Раналд Макдугъл, в главната роля: Джоан Крофорд.
- 2011: Милдред Пиърс - телевизионен минисериал; режисьор: Тод Хейнс, в главната роля: Кейт Уинслет.

## Издания на романа на български език
- 2012: издателство: „Пергамент Прес“